# Maus de Salas
Maus de Salas (llamada oficialmente Santa Baia das Maus de Salas) es una parroquia y un lugar del municipio español de Muiños, en la provincia de Orense, Galicia.

## Toponimia
La parroquia también es conocida por los nombres de Santa Baia de Maus de Salas y Santa Eulalia de Maus de Salas.

## Organización territorial
La parroquia está formada por una entidad de población:
- As Maus

## Demografía
Gráfica demográfica del lugar de As Maus y la parroquia de Maus de Salas según el INE español:
| Gráfica de evolución demográfica de Maus de Salas entre 2000 y 2022 |
|                                                                     |
| Datos según el nomenclátor publicado por el INE.                    |